# Zygmunt Mycielski
Zygmunt Mycielski, hr. h. Dołęga (ur. 17 sierpnia 1907 w Przeworsku, zm. 5 sierpnia 1987 w Warszawie) – polski kompozytor, publicysta, pisarz i krytyk muzyczny.

## Życiorys
Urodził się w rodzinie Jana i Marii z Szembeków. Szkołę średnią ukończył w Krakowie, gdzie uczył się muzyki u o. Bernardino Rizziego, włoskiego kompozytora, organisty i dyrygenta chórów. Od 1928, za radą Karola Szymanowskiego, kontynuował edukację muzyczną w École normale de musique w Paryżu u Paula Dukasa i Nadii Boulanger. W 1926 wstąpił do Association des Jeunes Musiciens Polonais (Stowarzyszenie Młodych Muzyków Polaków), stworzonego przez bardzo liczną w tych latach grupę polskich muzyków studiujących w stolicy Francji. W latach 1934–1936 był jego prezesem.
Brał udział w II wojnie światowej: w kampanii wrześniowej i działaniach we Francji w 1940. Jako żołnierz polskiej armii znalazł się w stalagu, następnie został skierowany do przymusowej pracy u niemieckiego rolnika. Po zakończeniu wojny powrócił do Polski.
W latach 1946–1948 i 1957–1959 współredagował „Ruch Muzyczny”, a od 1960 do 1968 był redaktorem naczelnym tego pisma. Współredagował „Res Facta”, „Rocznik Chopinowski” i „Chopin Studies”. W 1955 opublikował w „Przeglądzie Kulturalnym” artykuł krytykujący izolację polskiej kultury od twórczości kompozytorów w świecie. Po wkroczeniu wojsk Układu Warszawskiego do Czechosłowacji opublikował w paryskiej „Kulturze” „List otwarty do muzyków czeskich i słowackich”, za który spotkały go restrykcje ze strony władz PRL: pozbawienie funkcji redaktora naczelnego „Ruchu Muzycznego”, objęcie podmiotowym zapisem cenzury i zakaz wyjazdów zagranicznych. W 1974 podpisał wraz z innymi intelektualistami i artystami tzw. "list piętnastu", skierowany do władz PRL z żądaniem udostępnienia Polakom zamieszkałym w ZSRR kontaktu z polską kulturą oraz własnego szkolnictwa. W 1975 podpisał memoriał 59 intelektualistów do władz w związku z projektowanymi zmianami w konstytucji. W 1978 uczestniczył w założeniu nielegalnego Towarzystwa Kursów Naukowych, działającego w środowiskach studenckich. Działania te zwróciły na niego uwagę Urzędu Bezpieczeństwa, który obserwował i szykanował go przez długie lata, jako jedną z nielicznych osób ze środowiska muzycznego.
Mimo utrudnień stwarzanych mu przez władze w latach 70., jego utwory kilkakrotnie wykonywano na festiwalu Warszawska Jesień, a sam Mycielski wyjeżdżał za granicę oraz publikował w „Ruchu Muzycznym”, m.in. stałe felietony, które wydano (w niewielkim nakładzie) w wersji książkowej.
W latach 1947–1948 i 1952–1954 był wiceprezesem, a w okresie 1948–1949 prezesem Zarządu Głównego Związku Kompozytorów Polskich (ZKP). Od 1985 do 1987 był członkiem jego prezydium. W latach 1954–1957 i 1960–1983 znajdował się także w składzie Komisji Kwalifikacyjnej ZKP. Od 1983 był członkiem honorowym Związku.
W grudniu 1975 roku był sygnatariuszem protestu przeciwko zmianom w Konstytucji Polskiej Rzeczypospolitej Ludowej (List 59).
Zmarł w Warszawie, lecz został pochowany w Wiśniowej nad Wisłokiem, gdzie w 1988 z inicjatywy Andrzeja Szypuły założono Towarzystwo im. Zygmunta Mycielskiego. W jego ramach powstało w 1990 czasopismo „Kamerton”, koncentrujące się na dokumentacji oraz propagowaniu życia i twórczości kompozytora. Także w 1990 Telewizja Polska zrealizowała film: Zygmunt Mycielski - Szkic do portretu.
Decyzją Zygmunta Mycielskiego jego spuścizna twórcza została zdeponowana u Barbary Zwolskiej-Stęszewskiej i Jana Stęszewskiego w Warszawie. Archiwum zawiera m.in. szkice, rękopisy i wydania kompozycji, piśmiennictwo muzyczne i literackie, obfitą korespondencję oraz unikatowe dzienniki opublikowane w Dzienniku 1960–1969 (Iskry, Warszawa 2001), Dzienniku 1950–1959 (Iskry, Warszawa 1999) oraz Niby dzienniku (Iskry, Warszawa 1998). Dzienniki rzucają nowe światło na biografię Mycielskiego, ujawniając m.in. jego homoseksualizm.

## Ordery i odznaczenia
- Order Sztandaru Pracy II klasy (1955)
- Krzyż Komandorski Orderu Odrodzenia Polski (1981)
- Krzyż Kawalerski Orderu Odrodzenia Polski (22 lipca 1953)[5]
- Medal 10-lecia Polski Ludowej (19 stycznia 1955)[6]
- Kawaler Orderu Zasługi Kulturalnej (Monako, 1961)[7]

## Nagrody
- Nagroda Państwowa III stopnia za Symfonię nr 1 – „Symfonię polską” (1952)
- Nagroda Związku Kompozytorów Polskich (1954 i 1987)
- Nagroda Ministra Kultury i Sztuki za Uwerturę śląską na orkiestrę i dwa fortepiany
- Nagroda specjalna Concours Musical Prince Rainier III de Monaco za II Symfonię
- Nagroda Ministra Kultury i Sztuki I stopnia

## Kompozycje
Zygmunt Mycielski komponował symfonie, pieśni, balety (Zabawa w Lipinach), utwory kameralne i wokalno-instrumentalne. Jego twórczość muzyczna utrzymana jest głównie w stylistyce neoklasycystycznej.

- Trzy pieśni na sopran i fortepian do słów Cypriana Kamila Norwida, Emila Zegadłowicza i własnych (1929–30)
- Dwie pieśni na sopran i fortepian do słów Marii Pawlikowskiej-Jasnorzewskiej i własnych (1932)
- Cztery preludia na fortepian i wiolonczelę (1934)
- Pięć pieśni weselnych do słów Brunona Jasieńskiego (1934)
- Pięć (lub sześć) miniatur na fortepian (1934)
- Trio na fortepian, skrzypce i wiolonczelę (1934)
- Trois Chants de Pétrone na sopran i fortepian (1935)
- Narcyz - balet (1936)
- Lamento di Tristano na małą orkiestrę symfoniczną, pamięci Karola Szymanowskiego (1937–1947)
- Fiat Voluntas Tua, Offertoire pour Deux Violoncelles et Piano ou Orgue (1943)
- Pięć szkiców symfonicznych (1945)
- Ocalenie - pięć pieśni na baryton lub mezzosopran i fortepian do słów Czesława Miłosza (1946–48)
- Portret Muzy na głos recytujący, chór mieszany i 15 instrumentów do słów Konstantego Ildefonsa Gałczyńskiego (1947)
- Uwertura śląska na orkiestrę i dwa fortepiany (1948)
- Preludium na skrzypce i fortepian (1948)
- Kwiaty na tor na chór mieszany a cappella do słów Konstantego Ildefonsa Gałczyńskiego (1950)
- Symfonia nr 1 "Symfonia polska" (1951)
- Elegia na skrzypce i fortepian (1951)
- Brzezina (wersja I) na sopran i fortepian do słów Jarosława Iwaszkiewicza (1951)
- Brzezina (wersja II) na sopran i kwintet smyczkowy do słów Jarosława Iwaszkiewicza (1952)
- Zabawa w Lipinach, balet w jednym akcie (1952)
- Cztery pieśni mazowieckie na chór i orkiestrę (1952)
- Sześć preludiów na fortepian (1954)
- Koncert fortepianowy (1954)
- Nowy lirnik mazowiecki, 10 pieśni i finał na sopran, baryton, chór mieszany i orkiestrę symfoniczną (1955)
- Krągły rok, 6 pieśni na baryton (tenore profondo) i fortepian do słów Jarosława Iwaszkiewicza (1956–67)
- Wariacje matematyczne na małą orkiestrę (1957)
- Symfonia nr 2 (1960–61)
- Koncert fortepianowy nr 2 (1962)
- Symfonia nr 3 "Sinfonia breve" (1967)
- Pięć preludiów na kwintet smyczkowy i fortepian (1967)
- Napisane wczesnym rankiem na tenore profondo i fortepian do słów Czesława Miłosza (1971)
- Symfonia nr 4 (1972)
- Symfonia nr 5 (1977)
- Sześć pieśni na orkiestrę (1978)
- Wariacje na małą orkiestrę smyczkową (1980)
- Fantazja na orkiestrę (1981)
- Trzy psalmy na baryton solo, chór i orkiestrę (1982)
- Wieczne odpoczywanie na chór mieszany albo solo z filharmonią (1983–84)
- Liturgia sacra na chór i orkiestrę (1983–84)
- Osiem pieśni do słów Zbigniewa Herberta (1983–84)
- Symfonia nr 6 (1985–86)
- Fragmenty na chór i małą orkiestrę do słów Juliusza Słowackiego (1987)

## Publikacje
- Ucieczki z pięciolinii, PIW, Warszawa 1957.
- Notatki o muzyce i muzykach, PWM, Kraków 1961.
- Postludia, PWM, Kraków 1977.
- Szkice i wspomnienia, Biblioteka „Więzi”, Warszawa 1999.
- Dziennik 1950–1959, Iskry, Warszawa 1999.
- Dziennik 1960–1969, Iskry, Warszawa 2001.
- Niby-dziennik 1969–1981, Iskry, Warszawa 2010.
- Niby-dziennik ostatni 1981–1987, Iskry, Warszawa 2012.